# Юзеф Богуш
Ю́зеф Бо́гуш (пол. Józef Bogusz; 11 вересня 1904, Тернопіль — 21 березня 1993, Зіген) — польський хірург, етик, історик медицини, надзвичайний професор Collegium Medicum Ягеллонського університету, один із засновників «Освенцімських зошитів», двічі висунутих Сенатом на здобуття Нобелівської премії миру, співавтор «Етично-деонтологічних правил Польського лікарського товариства».

## Життєпис

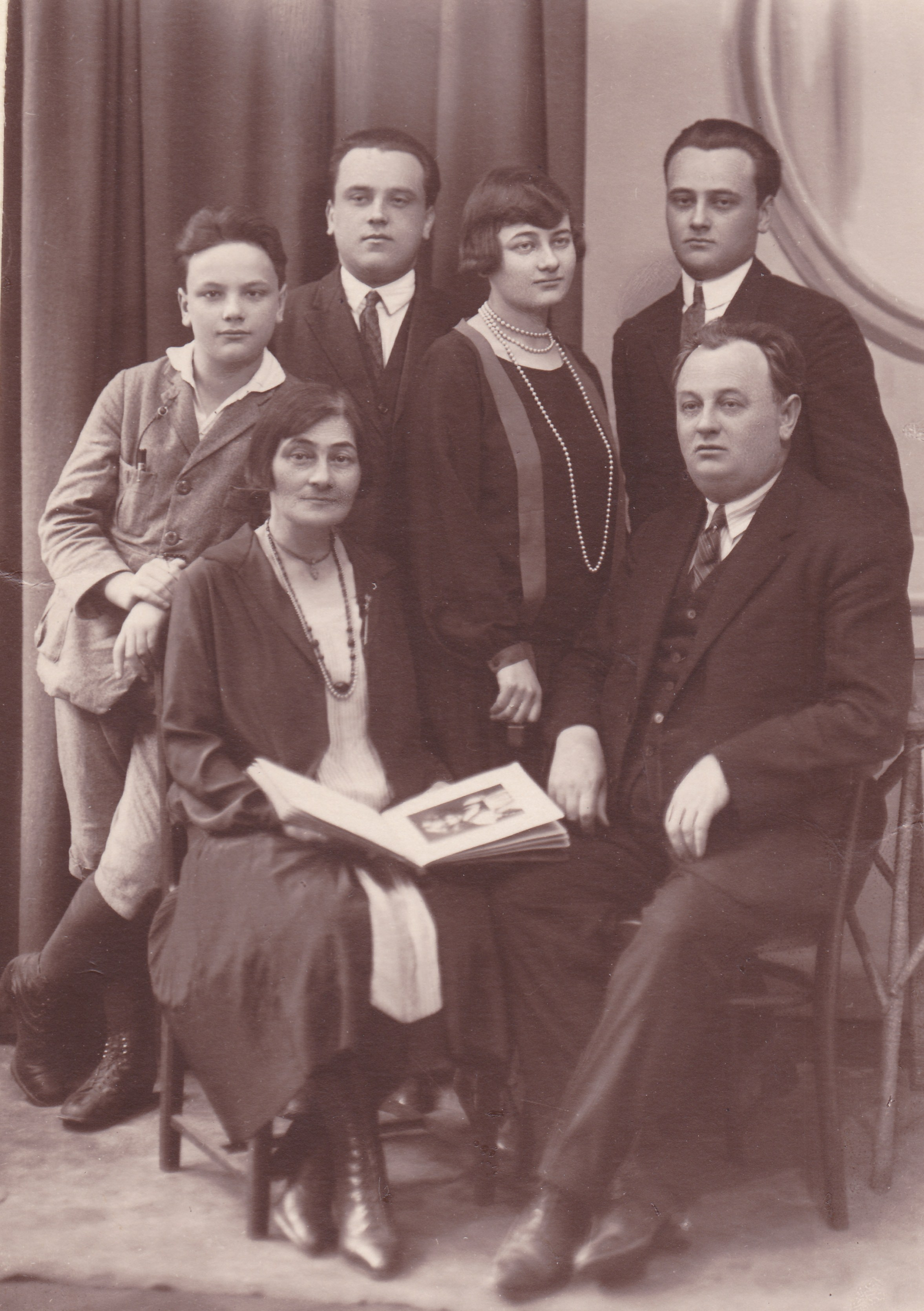
Родина Біркенфельд

Народився 11 вересня 1904 року в Тернополі (Королівство Галичини та Володимирії, Австро-Угорщина, нині Україна) в сім'ї єврейського лікаря Кароля Біркенфельда. 
Вищу медичну освіту здобув 1928 року на лікарському факультеті Ягеллонського університету (ЯУ), після чого почав працювати в хірургічній клініці цього факультету, спочатку під керівництвом проф. Максиміліана Рутковського, а пізніше — Яна Глятцеля. 
Під час Другої світової війни перебував у Варшаві. Працював у відділенні нейрохірургії клінічної лікарні ім. Дитятка Ісуса Варшавського медичного університету, завідував хірургічною поліклінікою. Щоб вижити протягом війни, йому довелося прийняти національність шуряка. За участь у Варшавському повстанні отримав Варшавський повстанський хрест. Після війни повернувся у Краківську медичну академію (березень 1945), де займав посаду завідувача Першої кафедри і хірургічної клініки Ягеллонського університету. 1953 року призначається «надзвичайним професором». Обіймав посаду заступника голови, а в 1966-1968 роках — голови Головного правління Товариства польських хірургів. Був членом багатьох польських і зарубіжних наукових товариств. У 1960-х і 1970-х роках рада лікарського факультету подавала клопотання про присвоєння вченого звання «звичайного професора», яке йому так і не було надано. У 1974 році вийшов на пенсію.

## Наукова діяльність
Був продовжувачем краківської школи хірургів щитоподібної залози. Цікавився, зокрема, і хірургією шлунка, кишковика та жовчних проток, а також питаннями хірургії похилого віку. Завдяки вдосконаленням операційної техніки знизив у клініці смертність при операціях з приводу гіперактивної щитоподібної залози з рівня 5,3% у 50-х роках ХХ ст. до рівня 0,8% наприкінці 60-х років. Був у Польщі одним із піонерів хірургічного лікування новоутворень стравоходу і нижнього стравохідного сфінктера, успішно впроваджував техніки формування штучного заднього проходу та розв'язував психологічні проблеми оперованих пацієнтів. Однією з його пристрастей була історія хірургії.

## Публікації
Є автором кількох підручників для вищої школи і понад двохсот наукових праць, опублікованих на батьківщині і за кордоном. Частина праць торкалася історії польської хірургії і проблем деонтології, зокрема:
- «Lekarz i jego chorzy» (Лікар та його хворі)[7],
- «W służbie zdrowia i życia ludzkiego» (На службі здоров'ю і життю людини)[8],
- «Profesorowie Wydziału Lekarskiego UJ jako uczeni i żołnierze ruchu oporu»[9],
- «Sylwetki chirurgów polskich»[10],
- «Zarys dziejów chirurgii polskiej» (Начерк історії польської хірургії)[11] Ініціатором видання цієї книжки була Історична комісія Товариства польських хірургів.

Юзеф Богуш писав або редагував розробки, адресовані медичним сестрам, наприклад: 
- «Chirurgia dla pielęgniarek»[12],
- «Encyklopedia dla pielęgniarek»[13]

Вагомі його заслуги і як співзасновника та головного редактора  «Освенцімських зошитів» (пол. Zeszyty Oświęcimskie) краківського медичного журналу «Пшеґльонд лєкарскі», які присвячено доскіпливому документуванню подій Другої світової війни і водночас пошуку шляхів зближення польського та німецького народів.